# Gioacchino di Pomerania

Stemma del Casato di Greifen

Gioacchino di Pomerania (1424 circa – Stettino, 29 settembre 1451) è stato un nobile tedesco, duca di Pomerania dal 1435 al 1451.

## Biografia

### Origini
Gioacchino il Giovane era figlio del duca Casimiro V di Pomerania e di sua moglie Caterina di Brunswick-Lüneburg. Egli deve il suo soprannome a un fratello maggiore omonimo che l'ha preceduto Gioacchino il Vecchio. Ebbe anche due sorelle: Anna, moglie di Giovanni V di Maclemburgo-Schwerin e Margherita, moglie di Alberto VIII, conte di Lindow-Ruppin.

### Regno
Il 22 maggio 1427, a conclusione di un trattato di pace tra il marchesato di Brandeburgo e ducato di Pomerania, venne fidanzato a Barbara di Hohenzollern, figlia di Giovanni l'Alchimista, che in seguito sposò la sorella minore, Elisabetta di Brandeburgo (1425-1465).
Giacchino succedette al padre all'età di otto anni sotto la reggenza del principe elettore Federico II di Brandeburgo fino al 1440. Quell'anno, alleato con il suo tutore e i suoi cugini Pomerania Wolgast, iniziò una guerra contro i duchi di Meclemburgo. Questo conflitto si concluse nel 1442 con lunghi negoziati in cui intervenne Federico II di Brandeburgo. Quest'ultimo rivendicò il controllo di Pasewalk e Torgelow. Alla pace finale, il 3 maggio 1448, Federico II alla fine rinunciò alle sue pretese contro la promessa di ottenere le città dopo l'estinzione dell'intera linea maschile dei duchi di Pomerania. Nel 1442 il duca Gioacchino concesse i privilegi della città di Neuwarp, in particolare quello della giustizia alta e bassa.
Durante la prima metà del XV secolo, il ducato di Pomerania subì un'epidemia di peste endemica. Durante l'anno 1451 morirono non solo Gioacchino il Giovane, ma anche Barnim VIII a Barth, mentre la regione del Wolgast era nelle mani di Wartislao IX di Pomerania fu più risparmiata. Gioacchino il Giovane morì per la pestilenza il 22 settembre 1451 a Stettino. Lasciò un figlio di otto anni, Ottone III. La reggenza del giovane duca venne assicurata dal principe elettore Federico II di Brandeburgo, uno zio di sua madre si risposò presto nel 1454 con il duca Wartislao X di Pomerania e morì nel 1465.

## Discendenza
Gioacchino sposò nel 1440 Elisabetta di Brandeburgo (1425-1465), figlia del margravio Giovanni l'Alchimista e di Barbara di Sassonia-Wittenberg. Ebbero un unico figlio, Ottone III.